# Tour ta'Malta
Das Straßenradrennen Tour ta’Malta ist ein maltesischer Radsportwettbewerb, der als Etappenrennen veranstaltet wird. Das Rennen wurde 1990 zum ersten Mal für Amateure veranstaltet und führt in der Regel über drei bis vier Etappen. Die Rundfahrt ist der bedeutendste internationale Radsportwettbewerb auf Malta und ist für Radrennfahrer der U23-Klasse offen. Für Frauen und Masters gibt es Rennen mit gesonderter Wertung.

## Palmarès
- 1990  Xavier Pérez
- 1991  Mark Lovett
- 1992  Polis Gregoriadis
- 1993  Riccordo Amarou
- 1995  Boris Nitschiporenkow
- 1996  Michael Link
- 1997  Alberto Kunz
- 1998  George Wolters
- 1999  Tommaso Calimberti
- 2000  Garry Baker
- 2001  Riccordo Amarou
- 2004  Matteo Salute
- 2005  Roy Chamberlain
- 2007  Ryan Connor
- 2009  Francesco Guccione
- 2010  Francesco Pizzo
- 2011  Andrew Griffith
- 2012  Giuseppe Di Salvo
- 2013  Salvatore Cocco
- 2014  Giuseppe Di Salvo
- 2015  Luca Caruso
- 2016  Will Corden
- 2017  Will Brown
- 2018  Baldassare Barbera
- 2019  David Reece
- 2022  Daniel Bonello
- 2023  Antoine Magaud
- 2024  Simone Verio
- 2025  Bernard Galea